# Championnats d'Océanie de cyclisme sur piste 2023
Navigation
Championnats d'Océanie 2022 Championnats d'Océanie 2024
Les Championnats d'Océanie de cyclisme sur piste 2023 se déroulent du 24 au 28 mars 2023 à Brisbane en Australie, sur le vélodrome Anna Meares.
Des épreuves réservées aux coureurs juniors (moins de 19 ans) sont également au programme.

## Résultats des championnats élites

### Épreuves masculines
| Épreuves               | Or                                                                     | Argent                                                                                 | Bronze                                                                              |
| ---------------------- | ---------------------------------------------------------------------- | -------------------------------------------------------------------------------------- | ----------------------------------------------------------------------------------- |
| Kilomètre              | Matthew Glaetzer (AUS)                                                 | Thomas Cornish (AUS)                                                                   | Byron Davies (AUS)                                                                  |
| Keirin                 | Matthew Richardson (AUS)                                               | James Brister (AUS)                                                                    | Matthew Glaetzer (AUS)                                                              |
| Vitesse individuelle   | Matthew Richardson (AUS)                                               | Leigh Hoffman (AUS)                                                                    | Matthew Glaetzer (AUS)                                                              |
| Vitesse par équipes    | Australie- Leigh Hoffman - Nathan Hart - Matthew Richardson            | Velobike Dev- Jaxson Russell - Luke Blackwood - Dylan Day                              | Australie Dev 1- Ryan Elliott - Thomas Cornish - James Brister                      |
| Poursuite individuelle | James Moriarty (AUS)                                                   | Tom Sexton (NZL)                                                                       | Keegan Hornblow (NZL)                                                               |
| Poursuite par équipes  | Australie- Blake Agnoletto - Oliver Bleddyn - Josh Duffy - Conor Leahy | Nouvelle-Zélande- Nick Kergozou - Daniel Bridgwater - Keegan Hornblow - George Jackson | Australian Cycling Team- Liam Walsh - John Carter - Graeme Frislie - James Moriarty |
| Course aux points      | George Jackson (NZL)                                                   | Tom Sexton (NZL)                                                                       | Josh Duffy (AUS)                                                                    |
| Course à l'américaine  | Bolton Equities Black Spoke- Tom Sexton - George Jackson               | Australian Cycling Team 2- Graeme Frislie - Liam Walsh                                 | Copelands- Keegan Hornblow - Daniel Bridgwater                                      |
| Course scratch         | Josh Duffy (AUS)                                                       | George Jackson (NZL)                                                                   | Angus Miller (AUS)                                                                  |
| Omnium                 | John Carter (AUS)                                                      | Tom Sexton (NZL)                                                                       | Conor Leahy (AUS)                                                                   |
| Course à l'élimination | Daniel Bridgwater (NZL)                                                | Tom Sexton (NZL)                                                                       | Josh Duffy (AUS)                                                                    |

### Épreuves féminines
| Épreuves               | Or                                                                       | Argent                                                                        | Bronze                                                                        |
| ---------------------- | ------------------------------------------------------------------------ | ----------------------------------------------------------------------------- | ----------------------------------------------------------------------------- |
| 500 mètres             | Kristina Clonan (AUS)                                                    | Rebecca Petch (NZL)                                                           | Olivia King (NZL)                                                             |
| Keirin                 | Kristina Clonan (AUS)                                                    | Ellesse Andrews (NZL)                                                         | Selina Ho (AUS)                                                               |
| Vitesse individuelle   | Ellesse Andrews (NZL)                                                    | Kristina Clonan (AUS)                                                         | Breanna Hargrave (AUS)                                                        |
| Vitesse par équipes    | Australie- Kristina Clonan - Alessia McCaig - Molly McGill               | Nouvelle-Zélande- Rebecca Petch - Ellesse Andrews - Olivia King               | Australie Dev 1- Sophie Watts - Breanna Hargrave - Kalinda Robinson           |
| Poursuite individuelle | Bryony Botha (NZL)                                                       | Emily Shearman (NZL)                                                          | Claudia Marcks (AUS)                                                          |
| Poursuite par équipes  | Australie- Claudia Marcks - Alli Anderson - Sophie Edwards - Chloe Moran | Nouvelle-Zélande- Sami Donnelly - Pru Fowler - Jessie Hodges - Rylee McMullen | Australie Dev 1- Sophie Marr - Lucinda Stewart - Isla Carr - Nicola MacDonald |
| Course aux points      | Chloe Moran (AUS)                                                        | Bryony Botha (NZL)                                                            | Rylee McMullen (NZL)                                                          |
| Course à l'américaine  | Nouvelle-Zélande- Bryony Botha - Sami Donnelly                           | NZ Composite 2- Rylee McMullen - Emily Shearman                               | Australie- Sophie Marr - Chloe Moran                                          |
| Course scratch         | Chloe Moran (AUS)                                                        | Lucinda Stewart (AUS)                                                         | Alexandra Martin-Wallace (AUS)                                                |
| Omnium                 | Chloe Moran (AUS)                                                        | Emily Shearman (NZL)                                                          | Sophie Edwards (AUS)                                                          |
| Course à l'élimination | Rylee McMullen (NZL)                                                     | Bryony Botha (NZL)                                                            | Sami Donnelly (NZL)                                                           |

## Tableaux des médailles
| Rang  | Nation           | Or | Argent | Bronze | Total |
| ----- | ---------------- | -- | ------ | ------ | ----- |
| 1     | Australie        | 16 | 7      | 16     | 39    |
| 2     | Nouvelle-Zélande | 6  | 15     | 6      | 27    |
| Total | Total            | 22 | 22     | 22     | 66    |